# Waldemar Krzystek
Waldemar Krzystek (sinh ngày 23 tháng 11 năm 1953 tại Swobnica) là một đạo diễn phim và nhà biên kịch người Ba Lan.

## Tiểu sử
Các bộ phim do Waldemar Krzystek đạo diễn giành được rất nhiều giải thưởng và đề cử. Trong đó, phim Mała Moskwa (2018) giành Giải Sư tử vàng tại Liên hoan phim Ba Lan ở Gdynia lần thứ 33.
Thành tích nghệ thuật nổi bật khác của Waldemar Krzystek là phim 80 milionów (2011). Bộ phim này được đề cử Giải Oscar cho phim tiếng nước ngoài hay nhất tại Lễ trao giải Oscar lần thứ 85.
Với những cống hiến lớn lao cho sự phát triển văn hóa và nghệ thuật của đất nước Ba Lan, Waldemar Krzystek được trao tặng:
- 2014: Huy chương Chữ thập vàng (Krzyż Zasługi)[4][5]
- 2017: Huy chương bạc Huy chương Công trạng về văn hóa - Gloria Artis[6]

## Thành tích nghệ thuật

### Phim điện ảnh
1987: W zawieszeniu
1989: Ostatni prom
1992: Zwolnieni z życia
1994: Polska śmierć
2000: Nie ma zmiłuj
2008: Mała Moskwa
2011: 80 milionów
2014: Fotograf

### Phim truyền hình
1998–1999: Życie jak poker
2005: Fala zbrodni
2008: Mała Moskwa
2009: Sprawiedliwi
2012: Anna German